# Брынзовые галушки
Бры́нзовые галу́шки (словац. bryndzové halušky) — национальное блюдо словацкой кухни, галушки, густо заправленные брынзой. О популярности галушек говорит тот факт, что о них сложены песни и пословицы. В каждом крае рецепт приготовления имел определённые особенности.
Брынзовые галушки — одно из самых популярных блюд словацкой национальной кухни, сочетающее в себе продукты, которые для этой кухни являются основополагающими: словацкую брынзу, картофель, муку и копчёное свиное мясо с салом. В отличие от кухни украинской, словацкие галушки имеют солоноватый вкус и являются более мелкими по размеру. Тесто для галушек с брынзой готовится из тёртого картофеля и муки. Сами галушки можно готовить различными способами: тесто можно выдавливать через специальную металлическую форму с небольшими отверстиями или отщипывать, нарезать. После отваривания готовые горячие галушки смешиваются с брынзой, при этом брынза в состав теста не входит. Подаются галушки с брынзой чаще всего с кислым молоком или сметаной, а также со шкварками из копчёного мяса с салом.